# تفرد مجرد
في النسبية العامة، التفرد المجرد (بالإنجليزية: Naked singularity)‏ هو تفرد جذبوي بدون أفق الحدث. يتم وضع المتفرد كليًا في الثقب الأسود من خلال حدود تُعرف باسم أفق الحدث، حيث تكون قوة الجاذبية في المتفرد قوية جدًا لدرجة أن الضوء لا يستطيع الهروب. وبالتالي، لا يمكن ملاحظة الأشياء الموجودة داخل أفق الحدث - بما في ذلك المتفرد نفسه - مباشرةً. وعلى النقيض من ذلك، فإن التفرد المجرد يمكن ملاحظته من الخارج.
الوجود النظري للمتفردات المجردة هو أمر مهم لأن وجودها يعني أنه من الممكن ملاحظة انهيار جسم ما إلى كثافة غير محدودة. كما أنه سيسبب مشاكل تأسيسية للنسبية العامة، لأن النسبية العامة لا يمكنها أن تُصدر تنبؤات حول التطور المستقبلي للزمكان قرب المتفرد. هذه ليست مشكلة في الثقوب السوداء، حيث لا يمكن للمشاهد الخارجي مراقبة الزمكان في أفق الحدث.
اقترحت بعض الأبحاث أنه إذا كانت الجاذبية الكمية الحلقية صحيحة، فيمكن أن توجد متفردات مجردة في الطبيعة، مما يعني أن فرضية الرقابة الكونية لا تصمد. وقد أشارت الحسابات الرقمية وبعض الحجج الأخرى إلى هذا الاحتمال.
في المرصد ليغو، تم اكتشاف أول رصد للموجات الثقالية بعد اصطدام اثنين من الثقوب السوداء، والمعروفة باسم حدث "GW150914". لم ينتج هذا الحدث متفردًا مجردًا يستند إلى الملاحظة.

## تكوين متوقع

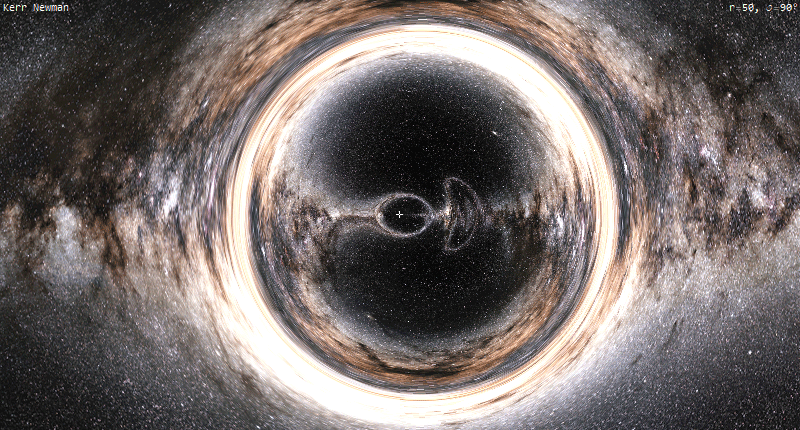
التفرد المجرد الافتراضي أمام درب التبانة. العامل المتغير في التفرد هو M=1, a²+Q²=2M². وينظر إلى التفرد من مستويها الاستوائي عند θ=90° (أعلى الحافة).

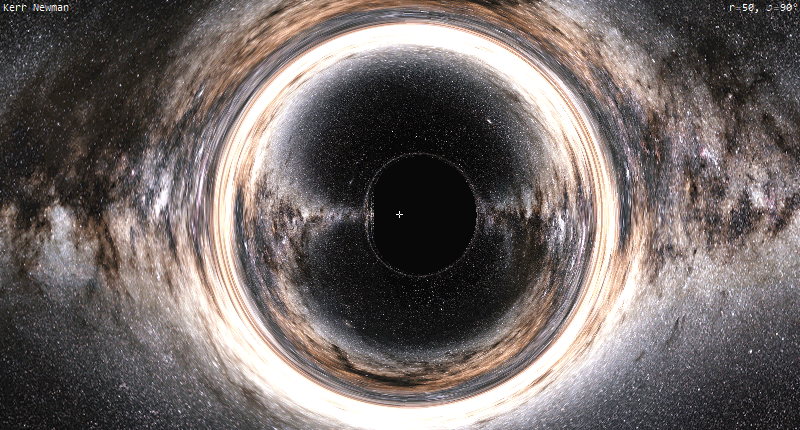
مقارنة مع ثقب أسود متطرف مع M=1, a²+Q²=1M².

من المفاهيم المستخلصة من الثقوب السوداء الدوارة، يتبين أن المتفرد «الذي يدور بسرعة»، يمكن أن يصبح جسمًا على شكل حلقة.
قد ينشأ المتفرد السريع من خلال انهيار الغبار أو مستعر أعظم من نجم سريع الدوران. وقد أجريت دراسات لنجوم النباض وبعض المحاكاة الحاسوبية (Choptuik ، 1997) تم إنجازها.
أظهر عالم الرياضيات الفائز بجائزة شو، ديمتريوس كريستودولو، أنه على عكس ما كان متوقعًا، تحدث أيضًا حالات تفرد غير مخفية في الثقب الأسود. ومع ذلك، أظهر أن هذه «المتفردات المجردة» غير مستقرة.

## تأثيرات
إن التفرد المجرد قد يسمح للعلماء بمراقبة مادة كثيفة بشكل لا نهائي، والتي يمكن في ظل الظروف العادية أن تكون مستحيلة بفرض الرقابة الكونية. بدون أي نوع من أنواع أفق الحدث، يتوقع البعض أن المتفردات المجردة يمكن أن تنبعث في واقع الضوء.

## فرضية الرقابة الكونية
تقول فرضية الرقابة الكونية إن المتفرد المجرد لا يمكن أن ينشأ في كوننا من ظروف أولية واقعية.